# Herrarnas tvåa utan styrman i rodd vid olympiska sommarspelen 1972
Herrarnas tvåa utan styrman i rodd vid olympiska sommarspelen 1972 avgjordes mellan den 27 augusti och 2 september 1972. Grenen hade totalt 38 deltagare från 19 länder.

## Medaljörer
| Gren              | Guld                                        | Silver                                     | Brons                                  |
| Tvåa utan styrman | Siegfried Brietzke och Wolfgang Mager (GDR) | Heinrich Fischer och Alfred Bachmann (SUI) | Roel Luynenburg och Ruud Stokvis (NED) |

## Resultat

### Heat

#### Heat 1
| Placering | Roddare                         | Land           | Tid     |
| --------- | ------------------------------- | -------------- | ------- |
| 1         | Erwin Haas Lutz Ulbricht        | Västtyskland   | 7:22.94 |
| 2         | Ilie Oantă Dumitru Grumezescu   | Rumänien       | 7:28.03 |
| 3         | Jeremiah McCarthy Mathew Cooper | Storbritannien | 7:30.62 |
| 4         | László Balogh György Sarlós     | Ungern         | 7:49.70 |
| 5         | José Luis Rion Miguel Ruiz      | Mexiko         | 7:59.53 |

#### Heat 2
| Placering | Roddare                          | Land          | Tid     |
| --------- | -------------------------------- | ------------- | ------- |
| 1         | Heinrich Fischer Alfred Bachmann | Schweiz       | 7:20.51 |
| 2         | Alfons Ślusarski Jerzy Broniec   | Polen         | 7:24.16 |
| 3         | Roel Luynenburg Ruud Stokvis     | Nederländerna | 7:26.80 |
| 4         | Larry Hough Dick Lyon            | USA           | 7:33.16 |
| 5         | Hans Fortmüller Ulli Wolf        | Österrike     | 7:38.53 |

#### Heat 3
| Placering | Roddare                            | Land          | Tid     |
| --------- | ---------------------------------- | ------------- | ------- |
| 1         | Vladimir Poliakov Nikolai Vasiljev | Sovjetunionen | 7:28.97 |
| 2         | Erik Erichsen Åke Fiskerstrand     | Norge         | 7:34.89 |
| 3         | Kim Mackney Chris Stevens          | Australien    | 7:39.03 |
| 4         | Raúl Bagattini Érico de Souza      | Brasilien     | 7:42.02 |
| 5         | Ri Jong-Hui Li Jong-Un             | Nordkorea     | 8:04.91 |

#### Heat 4
| Placering | Roddare                           | Land            | Tid     |
| --------- | --------------------------------- | --------------- | ------- |
| 1         | Siegfried Brietzke Wolfgang Mager | Östtyskland     | 7:20.35 |
| 2         | Lubomír Zapletal Petr Lakomý      | Tjeckoslovakien | 7:25.92 |
| 3         | Duško Mrduljaš Nikola Mardešić    | Jugoslavien     | 7:40.47 |
| 4         | Andrew van Ruyven Richard Symsyk  | Kanada          | 7:46.90 |

### Återkval

#### Återkval 1
| Placering | Roddare                      | Land            | Tid     |
| --------- | ---------------------------- | --------------- | ------- |
| 1         | Lubomír Zapletal Petr Lakomý | Tjeckoslovakien | 7:34.16 |
| 2         | Larry Hough Dick Lyon        | USA             | 7:37.34 |
| 3         | Kim Mackney Chris Stevens    | Australien      | 7:45.03 |
| 4         | José Luis Rion Miguel Ruiz   | Mexiko          | 8:15.97 |

#### Återkval 2
| Placering | Roddare                        | Land          | Tid     |
| --------- | ------------------------------ | ------------- | ------- |
| 1         | Roel Luynenburg Ruud Stokvis   | Nederländerna | 7:38.51 |
| 2         | Erik Erichsen Åke Fiskerstrand | Norge         | 7:50.21 |
| 3         | László Balogh György Sarlós    | Ungern        | 7:59.40 |

#### Återkval 3
| Placering | Roddare                          | Land           | Tid     |
| --------- | -------------------------------- | -------------- | ------- |
| 1         | Alfons Ślusarski Jerzy Broniec   | Polen          | 7:34.77 |
| 2         | Jeremiah McCarthy Mathew Cooper  | Storbritannien | 7:40.78 |
| 3         | Andrew van Ruyven Richard Symsyk | Kanada         | 7:45.71 |
| 4         | Ri Jong-Hui Li Jong-Un           | Nordkorea      | 7:56.42 |

#### Återkval 4
| Placering | Roddare                        | Land        | Tid     |
| --------- | ------------------------------ | ----------- | ------- |
| 1         | Ilie Oantă Dumitru Grumezescu  | Rumänien    | 7:30.45 |
| 2         | Duško Mrduljaš Nikola Mardešić | Jugoslavien | 7:40.84 |
| 3         | Raúl Bagattini Érico de Souza  | Brasilien   | 7:42.63 |
| 4         | Hans Fortmüller Ulli Wolf      | Österrike   | 7:44.45 |

### Semifinaler

#### Semifinal A/B

##### Semifinal 1
| Placering | Roddare                          | Land         | Tid     |
| --------- | -------------------------------- | ------------ | ------- |
| 1         | Alfons Ślusarski Jerzy Broniec   | Polen        | 7:42.41 |
| 2         | Heinrich Fischer Alfred Bachmann | Schweiz      | 7:44.91 |
| 3         | Ilie Oantă Dumitru Grumezescu    | Rumänien     | 7:47.77 |
| 4         | Larry Hough Dick Lyon            | USA          | 7:50.26 |
| 5         | Erik Erichsen Åke Fiskerstrand   | Norge        | 7:57.27 |
| 6         | Erwin Haas Lutz Ulbricht         | Västtyskland | 8:06.06 |

##### Semifinal 2
| Placering | Roddare                            | Land            | Tid     |
| --------- | ---------------------------------- | --------------- | ------- |
| 1         | Siegfried Brietzke Wolfgang Mager  | Östtyskland     | 7:40.58 |
| 2         | Roel Luynenburg Ruud Stokvis       | Nederländerna   | 7:41.86 |
| 3         | Lubomír Zapletal Petr Lakomý       | Tjeckoslovakien | 7:45.11 |
| 4         | Vladimir Poliakov Nikolai Vasiljev | Sovjetunionen   | 7:46.18 |
| 5         | Jeremiah McCarthy Mathew Cooper    | Storbritannien  | 7:56.59 |
| 6         | Duško Mrduljaš Nikola Mardešić     | Jugoslavien     | 8:01.58 |

### Finaler

#### B-final
| Placering | Roddare                            | Land           | Tid     |
| --------- | ---------------------------------- | -------------- | ------- |
| 1         | Erwin Haas Lutz Ulbricht           | Västtyskland   | 7:31.02 |
| 2         | Vladimir Poliakov Nikolai Vasiljev | Sovjetunionen  | 7:34.37 |
| 3         | Larry Hough Dick Lyon              | USA            | 7:38.64 |
| 4         | Erik Erichsen Åke Fiskerstrand     | Norge          | 7:40.55 |
| 5         | Duško Mrduljaš Nikola Mardešić     | Jugoslavien    | 7:43.20 |
| 6         | Jeremiah McCarthy Mathew Cooper    | Storbritannien | 7:51.01 |

#### A-final
| Placering | Roddare                           | Land            | Tid     |
| --------- | --------------------------------- | --------------- | ------- |
| 1         | Siegfried Brietzke Wolfgang Mager | Östtyskland     | 6:53.16 |
| 2         | Heinrich Fischer Alfred Bachmann  | Schweiz         | 6:57.06 |
| 3         | Roel Luynenburg Ruud Stokvis      | Nederländerna   | 6:58.70 |
| 4         | Lubomír Zapletal Petr Lakomý      | Tjeckoslovakien | 6:58.77 |
| 5         | Alfons Ślusarski Jerzy Broniec    | Polen           | 7:02.24 |
| 6         | Ilie Oantă Dumitru Grumezescu     | Rumänien        | 7:42.90 |